# Șevcenka, Bahmaci
Șevcenka (în ucraineană Шевченка) este un sat în comuna Fastivți din raionul Bahmaci, regiunea Cernihiv, Ucraina.

## Demografie
Componența lingvistică a localității Șevcenka
     Ucraineană (100%)
Conform recensământului din 2001, toată populația localității Șevcenka era vorbitoare de ucraineană (100%).